# Quenza
Quenza ist eine Gemeinde im französischen Département Corse-du-Sud auf der Mittelmeerinsel Korsika. Sie gehört zum Kanton Sartenais-Valinco im Arrondissement Sartène. Sie grenzt im Norden an Zicavo und Solaro, im Osten an Sari-Solenzara und Conca, im Südosten an Zonza, im Süden an Sorbollano sowie im Westen an Serra-di-Scopamène und Aullène.
Die Bewohner nennen sich Quenzais oder Quinzesi.

## Bevölkerungsentwicklung
| Jahr      | 1962 | 1968 | 1975 | 1982 | 1990 | 1999 | 2008 | 2017 |
| --------- | ---- | ---- | ---- | ---- | ---- | ---- | ---- | ---- |
| Einwohner | 313  | 307  | 302  | 229  | 214  | 215  | 222  | 190  |

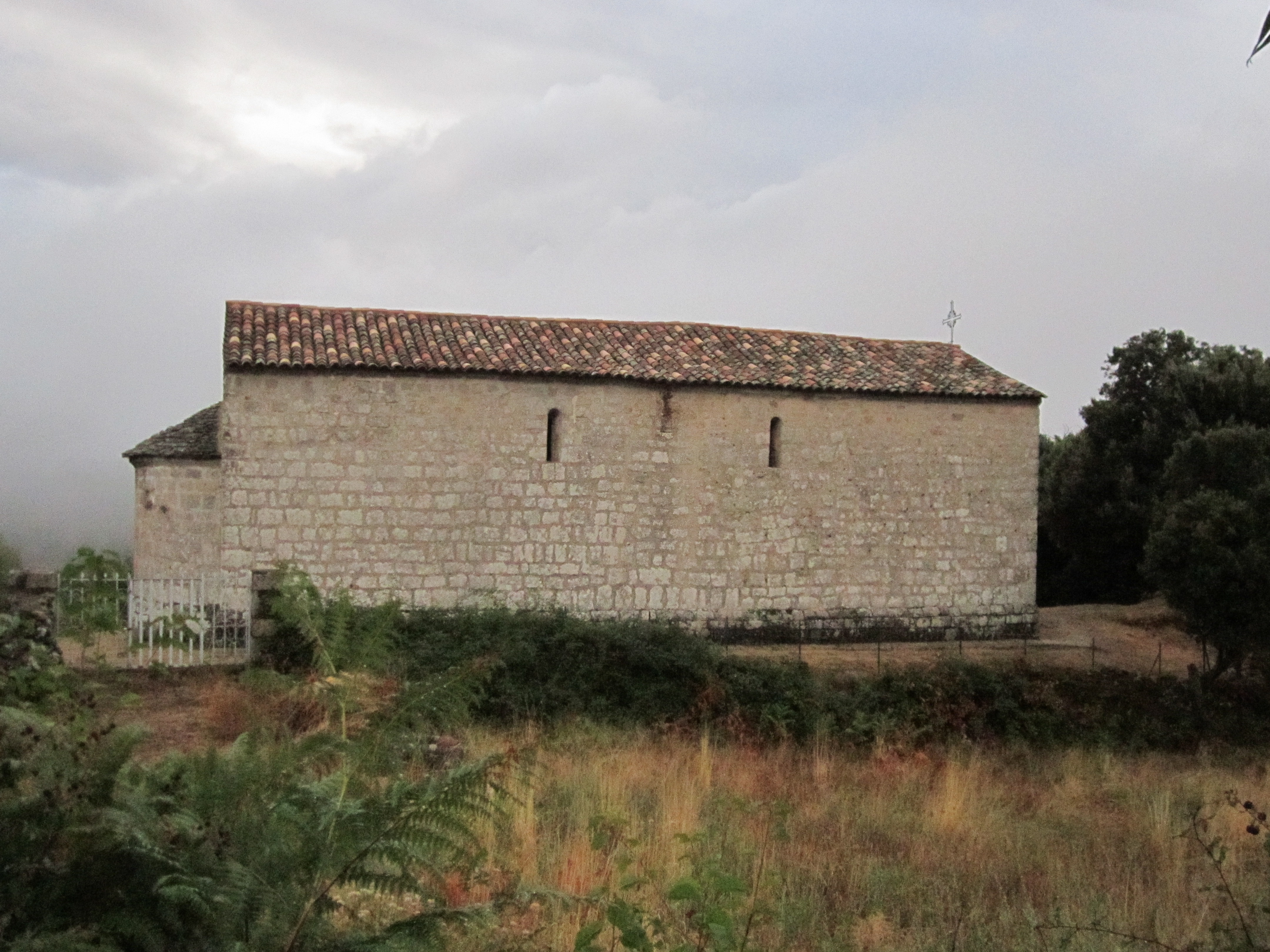
Kapelle Sainte Marie, Monument historique
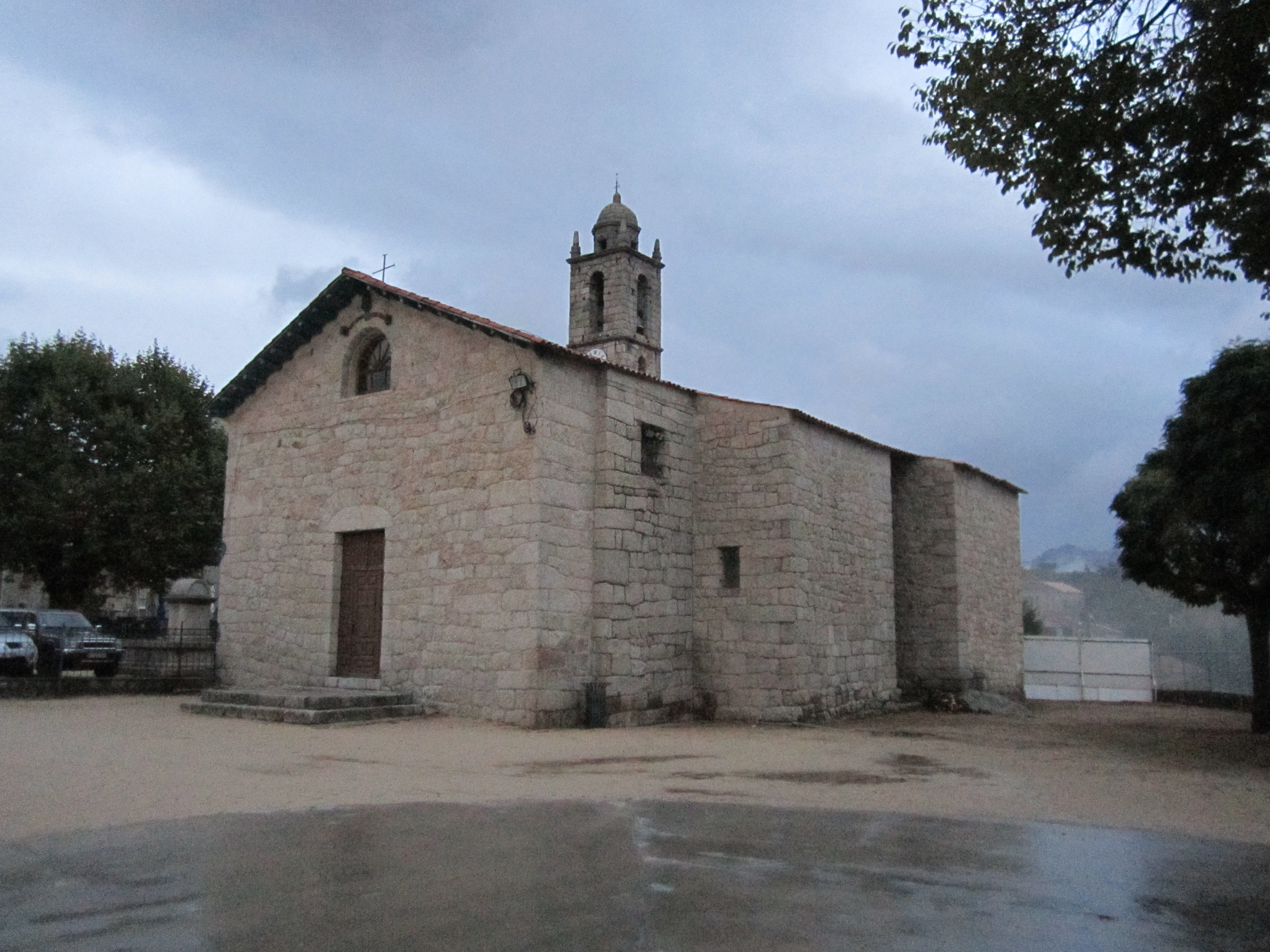
Kirche Saint Georges, Monument historique
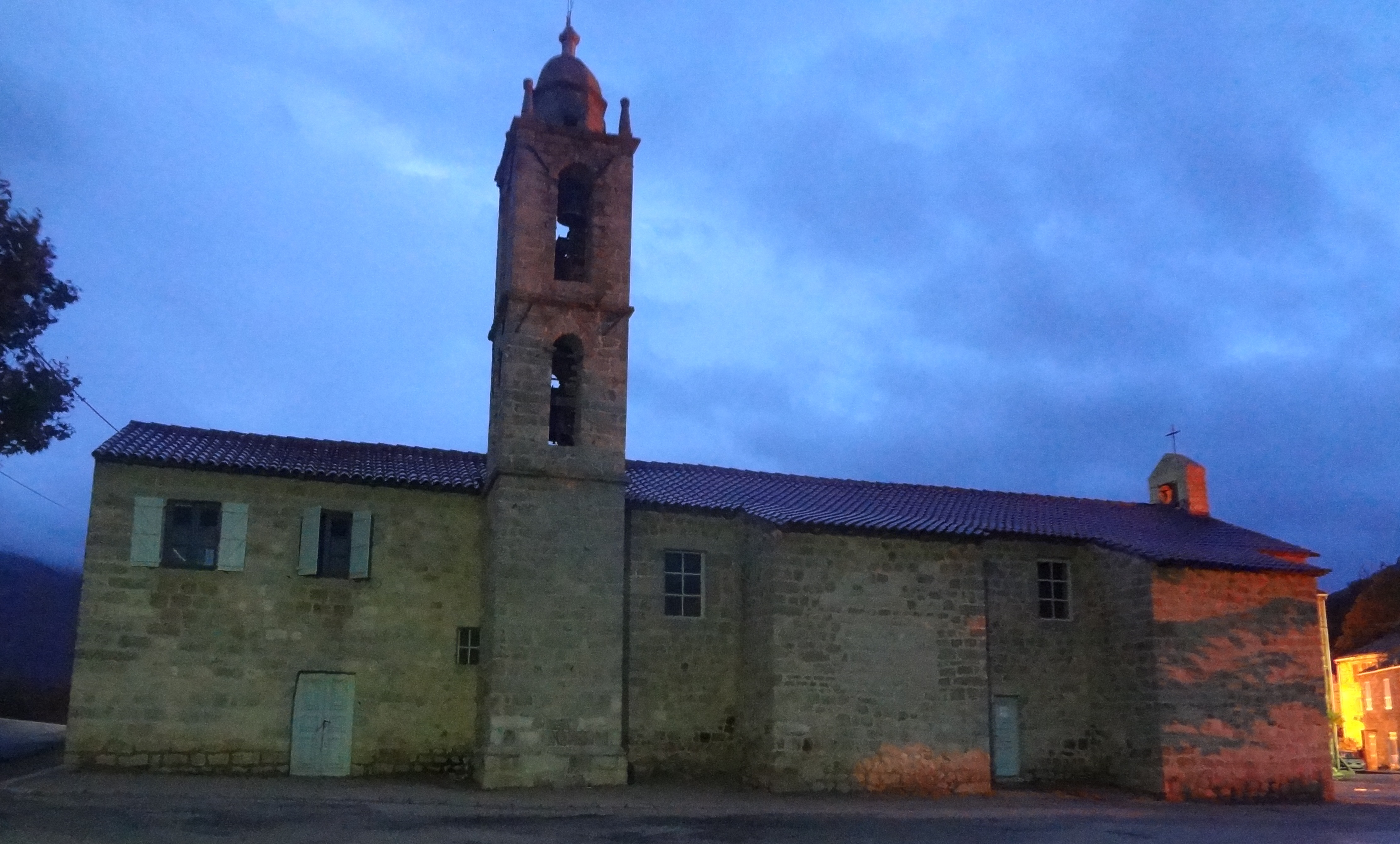
Kirche Saint Nicolas, Monument historique